# Laurent Rebeaud
Laurent Rebeaud, né le 12 mai 1947 à Lucens et décédé le 10 décembre 2015 à Savigny, est un journaliste et homme politique suisse, membre des Verts.

## Biographie
En 1983, Laurent Rebeaud participe à la fondation du Parti écologiste genevois, avant de contribuer à celle de la Fédération des partis écologistes de Suisse et d'en devenir le premier président jusqu'en 1985. Il est élu la même année au Conseil national et y reste jusqu'en 1994. 
Journaliste, il travaille pour la radio et la télévision suisse romande de 1970 à 1980 avant de devenir responsable de l'information du WWF Suisse jusqu'en 1989, puis rédacteur du journal de l'Association transports et environnement (ATE) de 1990 à 1994. De 1994 à 1998, il est rédacteur en chef du journal Coopération, l'organe de presse de Coop.
Il déménage ensuite dans le canton de Vaud et est nommé délégué à l'information du gouvernement vaudois. Dans la foulée, il est élu à l'Assemblée constituante (1999-2002), chargée de rédiger une nouvelle constitution cantonale. Il entre ensuite au Bureau des Verts vaudois, dont il est vice-président puis président. Il retrouve un mandat électif au printemps 2011 en étant élu au Conseil communal de Lausanne.
Il meurt d'un accident de moto le 10 décembre 2015 à Savigny, dans le canton de Vaud.

## Publications
- Une Suisse verte, Lausanne, L'Âge d'Homme, 1987, 119 p. (ISBN 2-8251-3019-2, lire en ligne)
- La Suisse, une démocratie en panne, Lausanne, L'Âge d'Homme, 1987, 125 p. (ISBN 978-2-8251-3021-6 et 2-8251-3021-4, lire en ligne)
- La Suisse qu'ils veulent, Lausanne, L'Âge d'Homme (ISBN 978-2-8251-3020-9 et 2-8251-3020-6)

## Sources
- Biographie sur le site des Verts vaudois, consulté en août 2008.